# Shire of Broomehill
Shire of Broomehill was een Local Government Area (LGA) in Australië in de staat West-Australië. Shire of Broomehill telde in 2007, 497 inwoners. De hoofdplaats was Broomehill.  De Shire of Broomehill fuseerde in 2008 met het naburige Shire of Tambellup om de Shire of Broomehill-Tambellup te vormen.